# Studiolo di Federico da Montefeltro

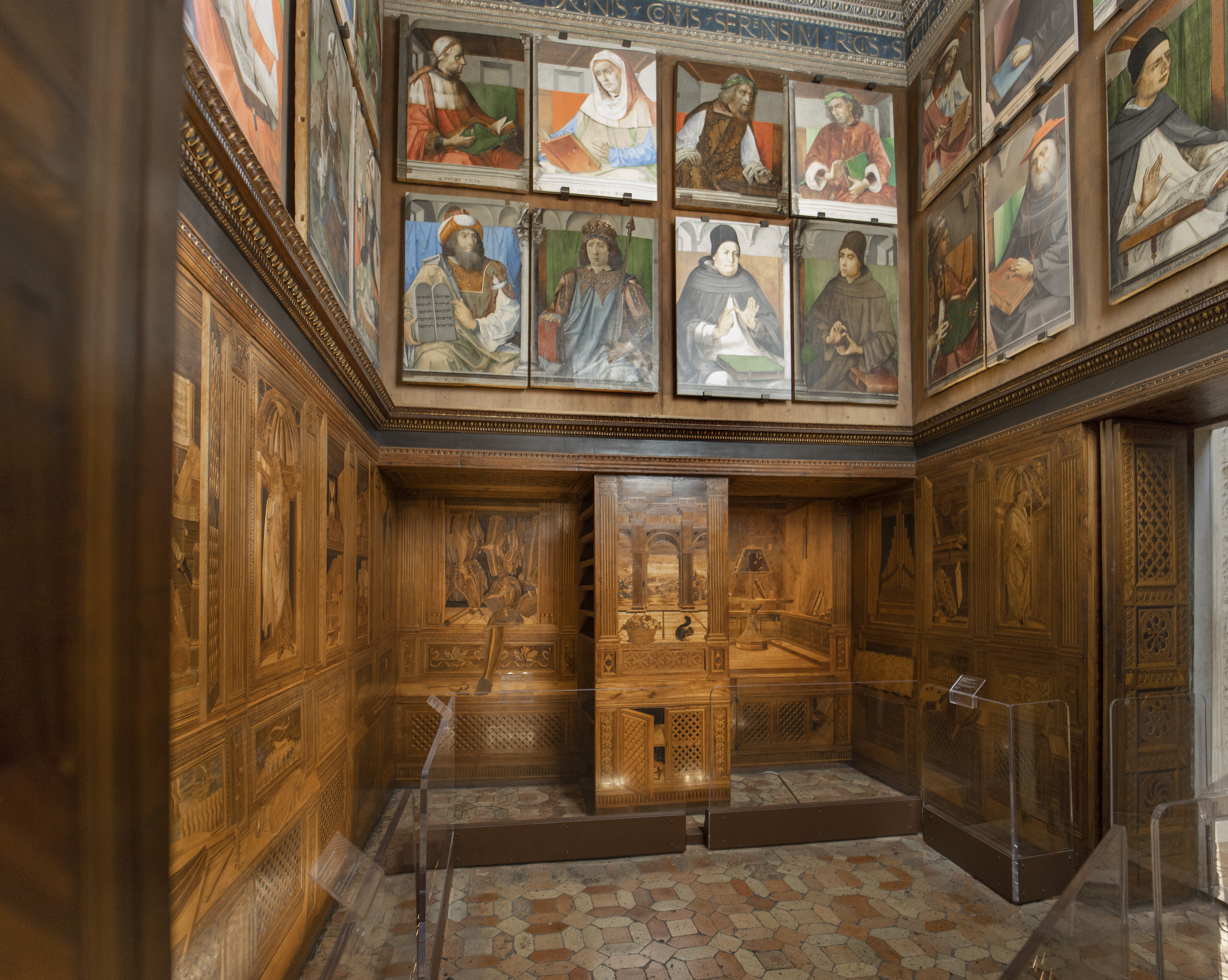
Veduta d'insieme dello studiolo

Lo Studiolo di Federico da Montefeltro è uno degli ambienti più celebri del Palazzo Ducale di Urbino, poiché, oltre che essere un capolavoro di per sé, è anche l'unico ambiente interno del palazzo ad essere rimasto pressoché integro, che permette, in questo modo, di ammirare il gusto fastoso della corte urbinate di Federico. 
Fu realizzato tra il 1473 e il 1476 da artisti fiamminghi appositamente chiamati a corte dal Duca. Con loro operarono vari artisti italiani, tra cui, forse, anche il celebre Melozzo da Forlì.

## Architettura e decorazione
Lo studiolo, che si trova al piano nobile del palazzo, era lo studio privato del Duca. Il soffitto è a cassettoni dorati con le imprese ducali. I colori smaglianti e i continui rimandi tra architettura reale e fantastica dovevano creare nello spettatore un effetto di grande meraviglia.

### Tarsie

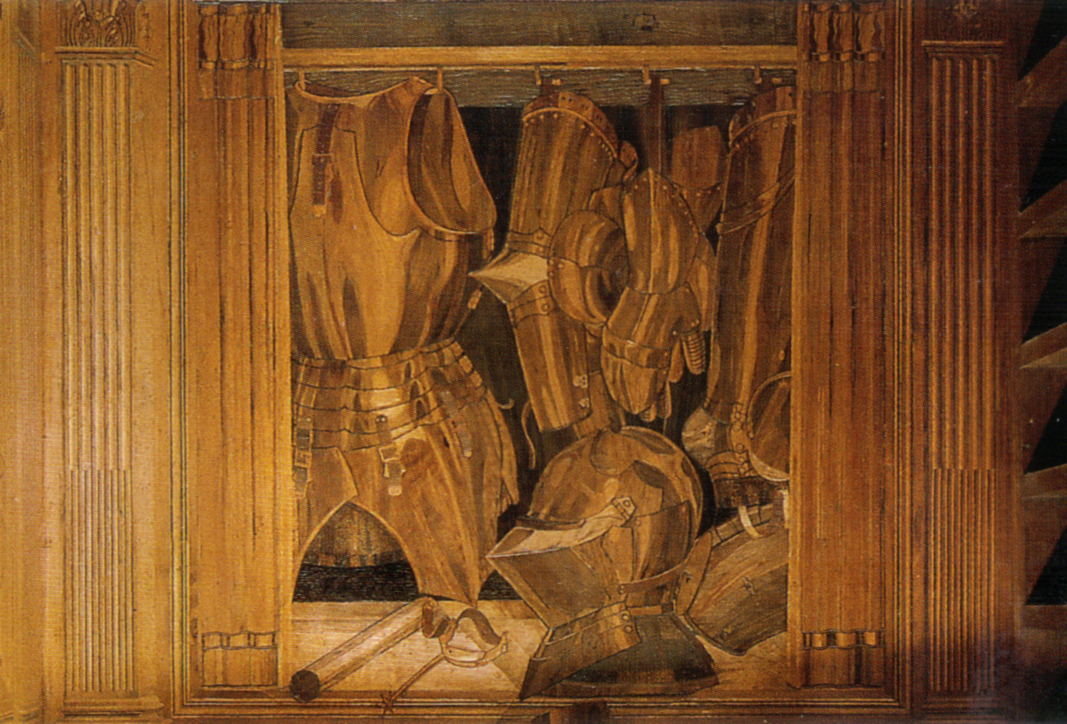
Baccio Pontelli, tarsia con le Armi del Duca

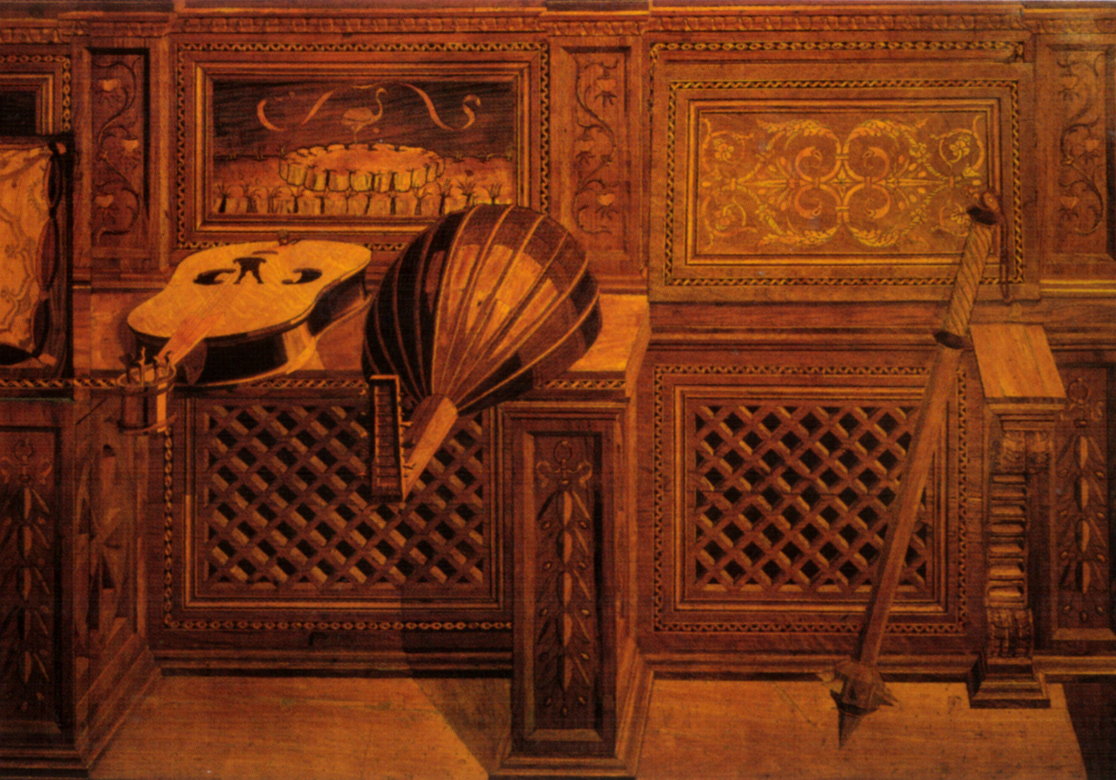
Benedetto, Giuliano da Maiano e bottega, tarsie dello Studiolo

Le pareti sono coperte da tarsie lignee tuttora in situ, che creano effetti illusionistici di continuazione dell'architettura.
Le tarsie sono attribuite a vari autori, come Giuliano da Maiano e, per i disegni, Sandro Botticelli, Francesco di Giorgio Martini e il giovane Donato Bramante. Spiccano però le tarsie attribuite a Baccio Pontelli, caratterizzate da complesse costruzioni prospettiche di oggetti geometrici, che creano un continuo scambio tra realtà e finzione, dilatando lo spazio della stanza, altrimenti minuscola.
Lo schema della decorazione lignea prevede, nella parte superiore, un alternarsi di sportelli semiaperti, che rivelano armadi con oggetti, e di nicchie con statue; segue una fascia sottostante con fregi di vario genere sotto ciascun pannello, mentre la parte inferiore imita degli stalli, con assi appoggiate sopra, sulle quali sono disposti strumenti musicali e altri oggetti, mentre lo sfondo degli stalli è composto da grate magistralmente eseguite, anch'esse a imitazione di sportelli aperti o chiusi.
Gli oggetti ritratti negli armadi alludono ai simboli dell'Arti, ma anche alle Virtù (la mazza della Fortezza, la spada della Giustizia, ecc.), come se l'esercizio delle prime aprisse la strada alle seconde. Spesso, le finte architetture delle tarsie attenuano le irregolarità della stanza.

### GliUomini illustri

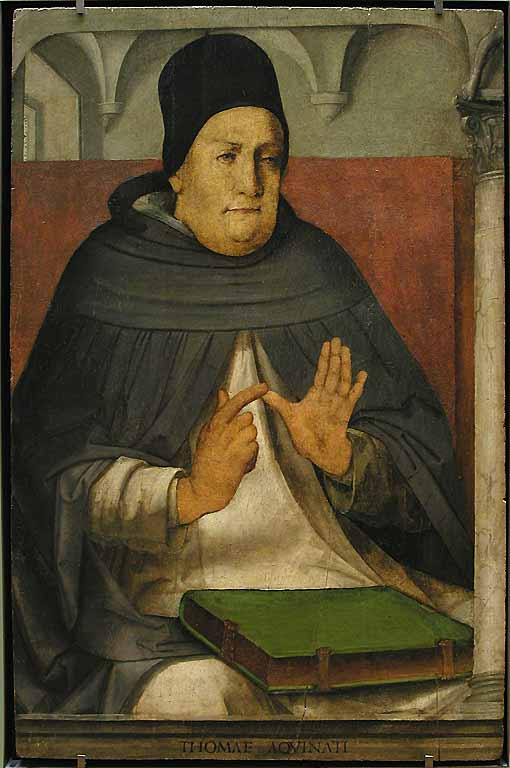
Giusto di Gand e Pedro Berruguete, San Tommaso d'Aquino, Museo del Louvre

In origine le pareti erano decorate, nella parte superiore, da un fregio contenente ventotto ritratti di Uomini illustri del passato e del presente, opera di Giusto di Gand e Pedro Berruguete, disposti su due registri.
Nel 1631, alla morte del ultimo duca d'Urbino, i ritratti vengono trasferiti a Roma, nella collezione di papa Urbano VIII, per poi passare nella collezione del nipote, il cardinale Antonio Barberini. La serie rimane nelle collezioni della famiglia Barberini fino al 1812, anno in cui 14 quadri passano nella collezione Sciarra-Colonna. I quadri Barberini sono acquistati dallo Stato italiano con il resto della collezione e vengono trasferiti a Urbino nel 1934. Sono stati riallestiti nello studiolo nel 1983. I 14 quadri della collezione Sciarra-Colonna sono passati nella collezione di Giampietro Campana (attestati almeno dal 1856) e acquistati con il resto della collezione nel 1863 da Napoleone III per il Museo del Louvre, dove si trovano tuttora.  

I ritratti, che comprendevano personaggi sia civili sia ecclesiastici, cristiani e pagani, erano concepiti da un punto di vista leggermente ribassato e su di uno sfondo unificante, così da creare l'impressione prospettica di una galleria reale. Tuttavia, l'effetto complessivo è alterato poiché gli originali sottratti in epoca napoleonica sono oggi rimpiazzati da copie di minor valore.

Tra le figure rappresentate ci sono poeti, pensatori, eruditi e filosofi, al di sotto dell'iscrizione: 
Nella parete nord si trovavano pensatori antichi e Dottori della Chiesa: nel registro superiore Platone, Aristotele, Tolomeo, Boezio, e nel registro inferiore San Gregorio, San Girolamo, Sant'Ambrogio, Sant'Agostino. 
Nella parete est, scrittori e filosofi antichi e medievali, personaggi dell'Antico Testamento: nel registro superiore Cicerone, Seneca, Omero, Virgilio, in quello inferiore Mosè, Salomone, San Tommaso d'Aquino e Duns Scoto. 
La parete sud aveva eruditi antichi e moderni e personalità religiose: in alto Euclide, Vittorino da Feltre, Solone, Bartolo da Sassoferrato, in basso Pio II, Giovanni Bessarione, Alberto Magno, Sisto IV. 
La parete ovest era occupata per metà dalla finestra e per metà da quattro ritratti disposti su due file, come di consueto: da sinistra a destra e dall'alto in basso si incontravano Ippocrate, Pietro d'Abano, Dante Alighieri e Francesco Petrarca.
Lo Studiolo raccoglieva inoltre significati etici e intellettuali, con lo sviluppo, nel complesso decorativo, del tema della solitudine pensosa, che con l'etica e la contemplazione dava nutrimento all'agire. Un ritratto di Federico presenziava e chiariva l'allegoria dell'insieme, che esaltava il Duca come protagonista della parabola virtuosa.

## Biblioteca
La naturale propaggine dello Studiolo era la Biblioteca di Federico da Montefeltro, composta da manoscritti miniati (oggi conservati presso la Biblioteca Apostolica Vaticana): vi si trovava una serie di dipinti alle pareti con le Arti liberali, simboleggiate da figure femminili su troni, che erano composti in modo da essere fortemente scorciati dal basso, al culmine di gradini in uno spazio che continuava idealmente da un dipinto all'altro. Le Arti erano ritratte nell'atto di consegnare le loro insegne a Federico e a vari personaggi di corte, investendoli come ideali vassalli. Da recenti studi è risultata una correlazione evidente tra lo Studiolo e la Biblioteca: infatti, gli autori più presenti nel catalogo della biblioteca sono quelli rappresentati tra gli uomini illustri nel ciclo di ritratti che decora lo studiolo di Federico, a conferma dell'unitarietà complessiva che assume il progetto iconografico federiciano.

## Galleria d'immagini

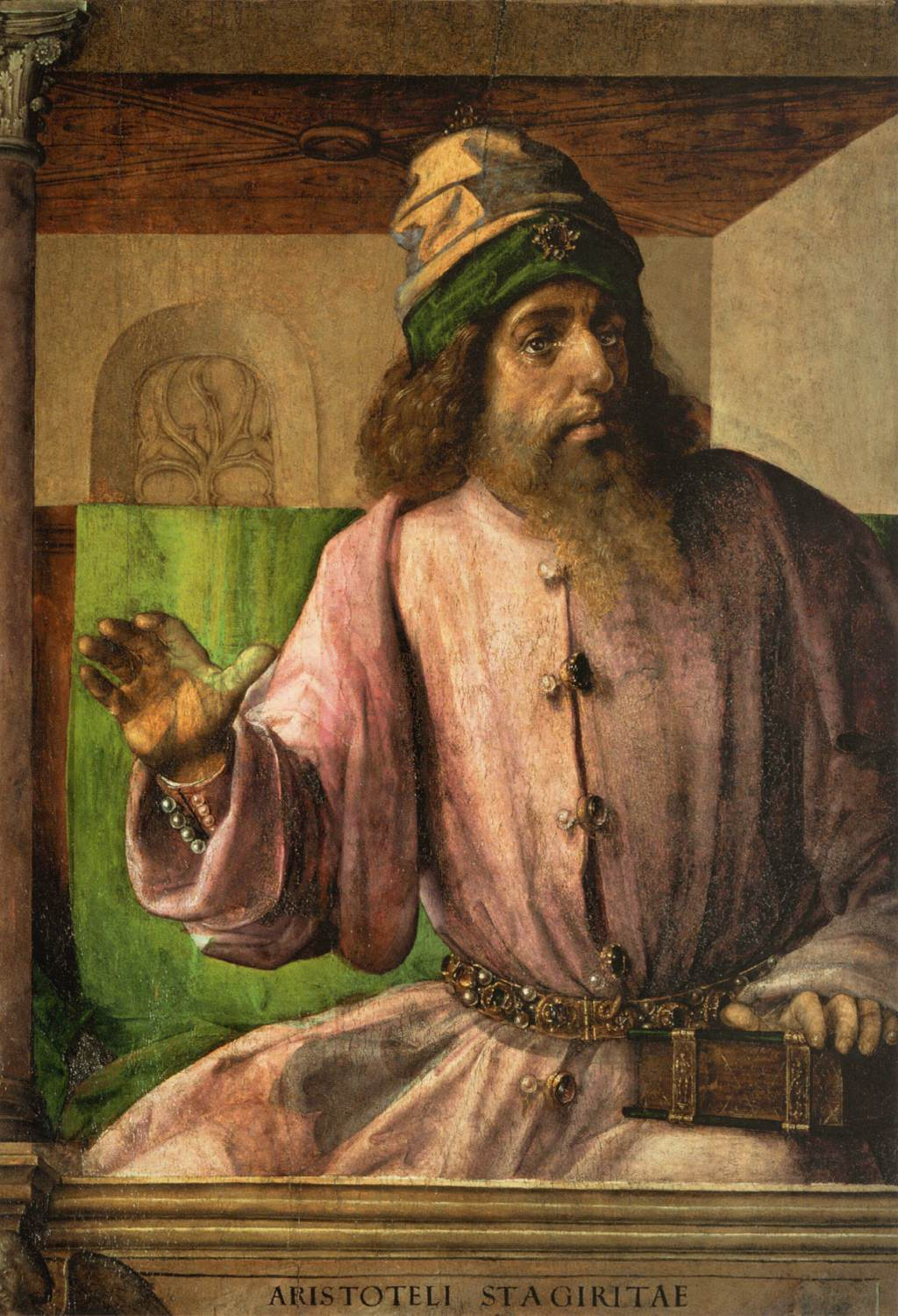
Aristotele Museo del Louvre
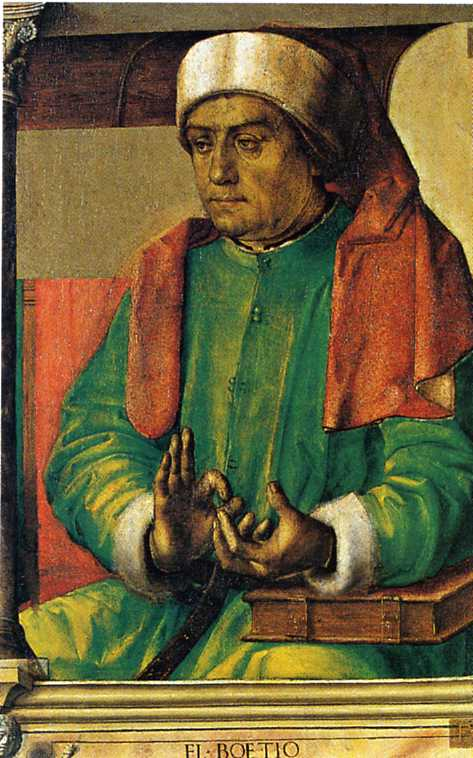
Severino Boezio Palazzo ducale di Urbino
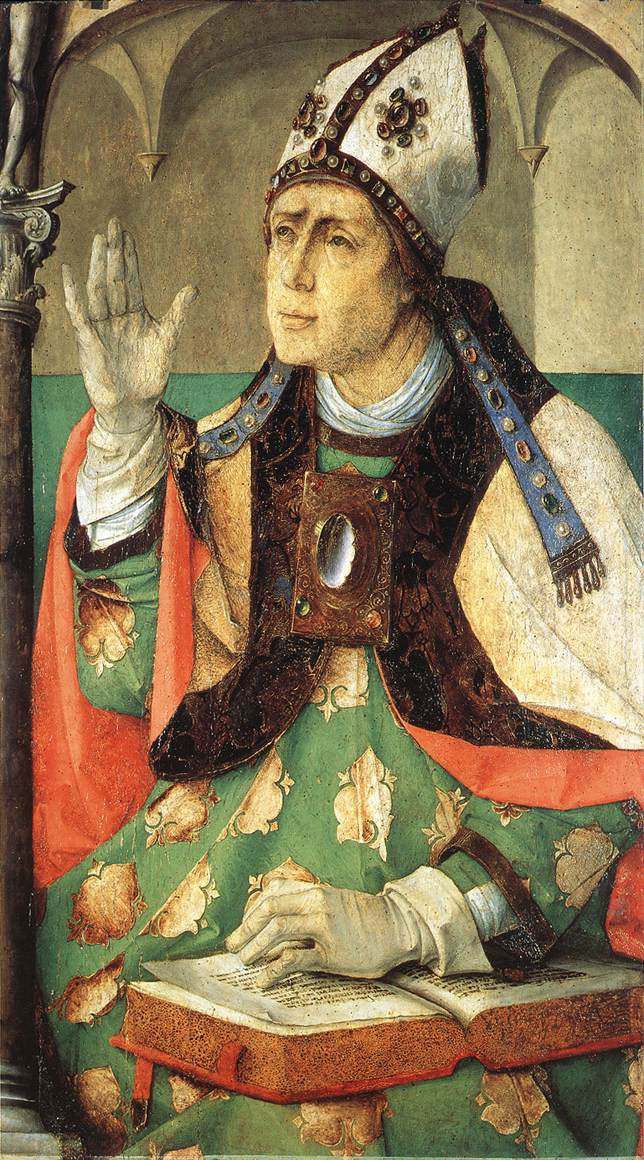
Sant'Agostino Museo del Louvre
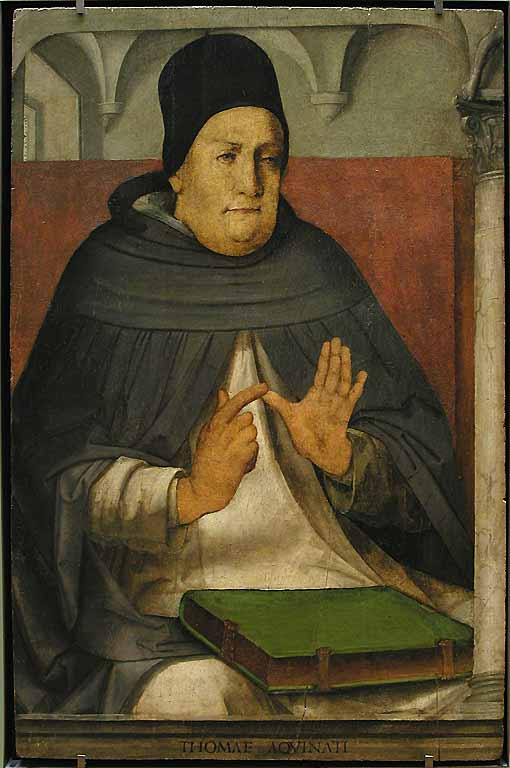
San Tommaso d'Aquino Museo del Louvre
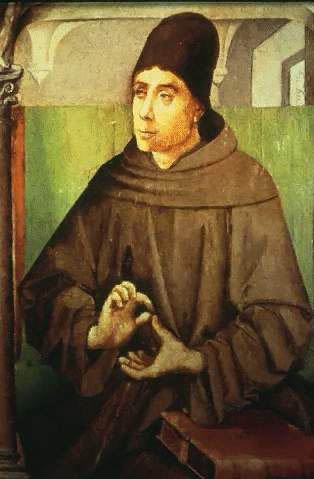
Duns Scoto Palazzo ducale di Urbino
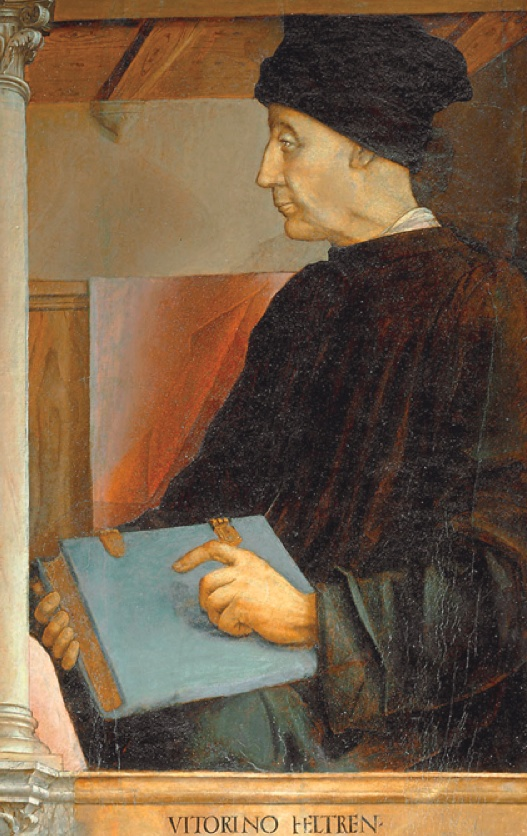
Vittorino da Feltre Museo del Louvre
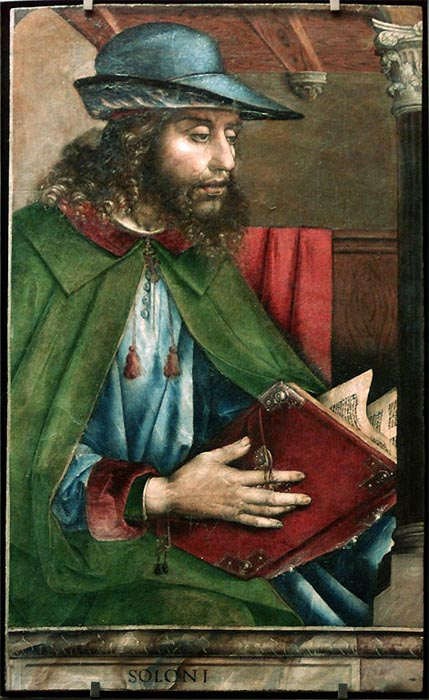
Solone Museo del Louvre
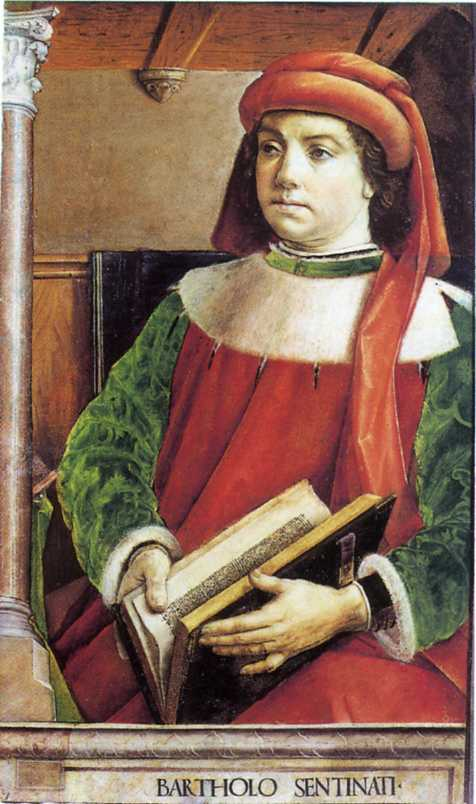
Bartolo da Sassoferrato Palazzo ducale di Urbino
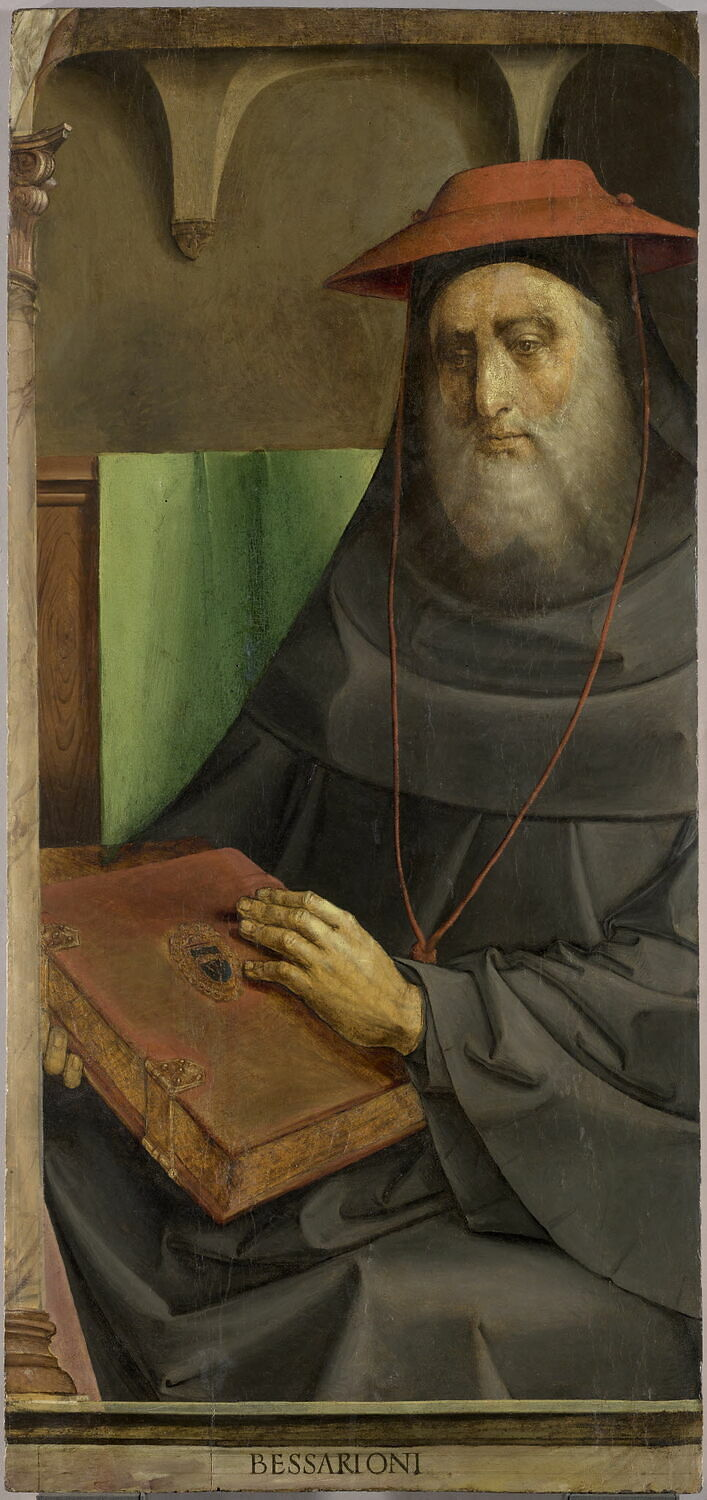
Giovanni Bessarione Museo del Louvre
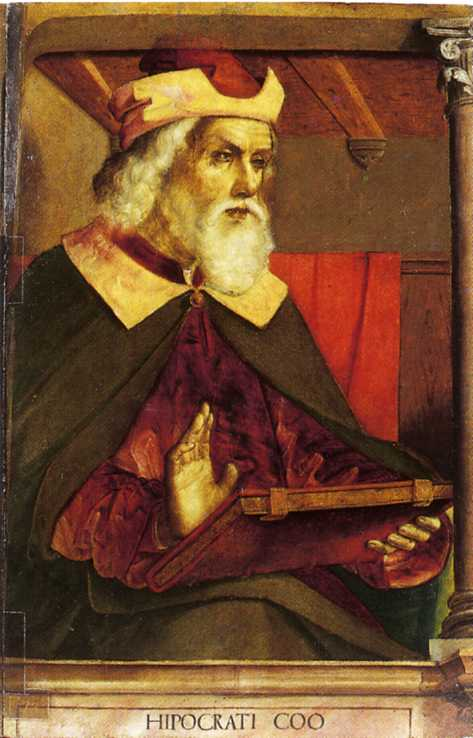
Ippocrate Palazzo ducale di Urbino
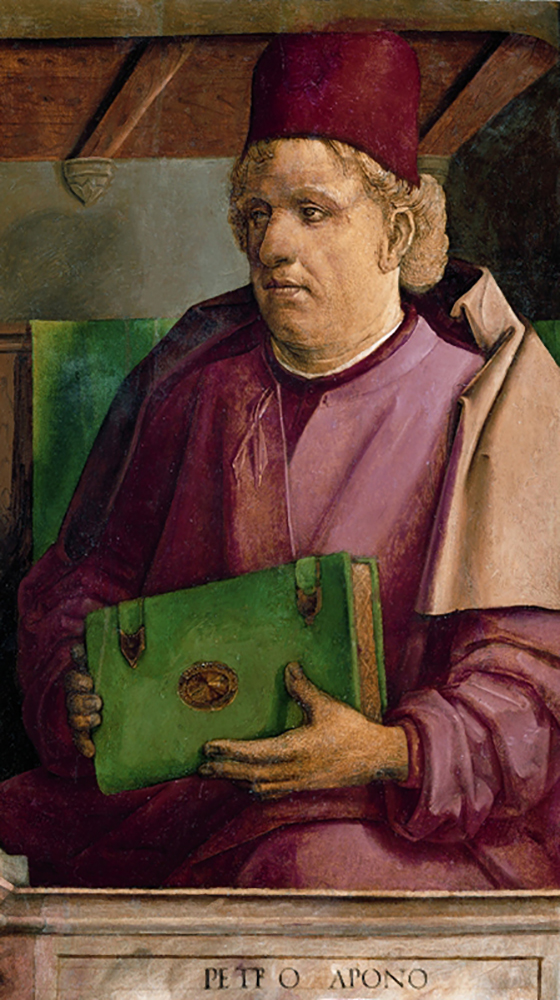
Pietro d'Abano Palazzo ducale di Urbino
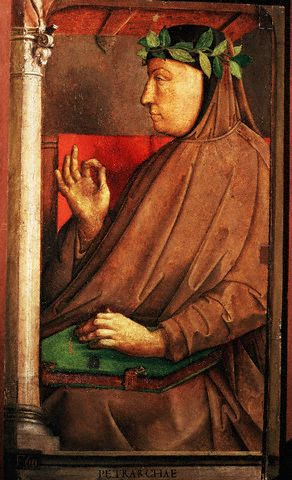
Francesco Petrarca Palazzo ducale di Urbino